# 冬山河親水公園

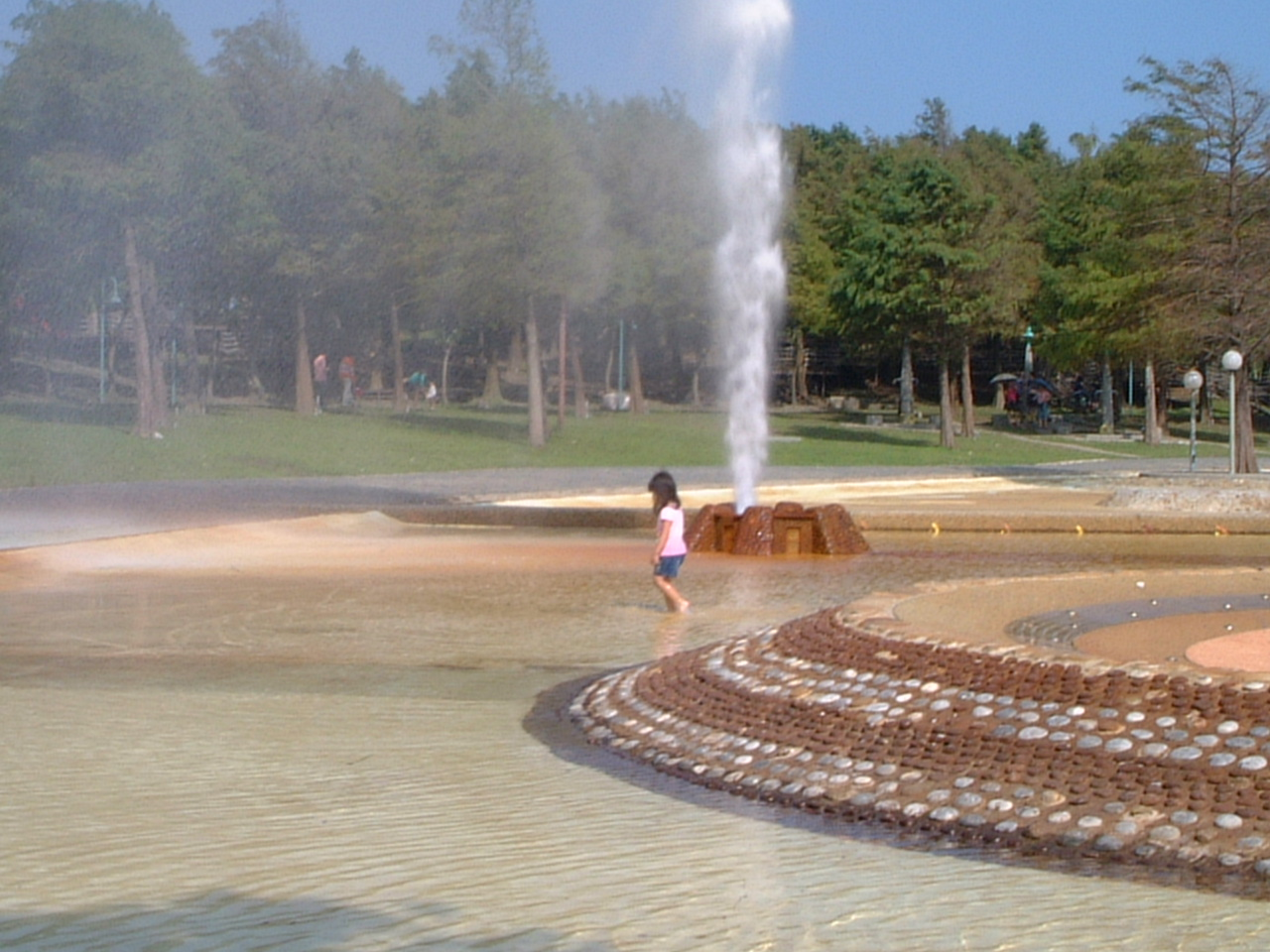
冬山河親水公園

冬山河親水公園位於臺灣宜蘭縣五結鄉冬山河畔，於1987年開始施工建造，1994年6月13日落成。
親水公園主要設計理念，為結合冬山河之特性，以「親近水、擁有綠」為題，並盡量運用宜蘭傳統建材，呈現既樸拙但又不失精緻的獨創風格。
親水公園充份利用冬山河水域的特性，將其開發成一個「水與綠」結合的開放空間，以「水」本身規劃成不同的利用方式，而達到觀光、休閒、遊憩與教育的不同目的，落成後被譽為全國最美麗、最具特色、品質最高的公共工程。遊園人數及門票收入多年蟬聯全國公營風景區第一名，並於1994年底獲日本東京流行協會頒發1994年東京創作大獎「海外獎」。
本地與國立傳統藝術中心間闢有無污染環保電動船來往。單程約15分鐘，票價新臺幣50圓。

## 外部連結
- 冬山河親水公園 （页面存档备份，存于）
- 冬山河親水公園-東北角及宜蘭海岸國家風景區觀光資訊網 （页面存档备份，存于）
- 冬山河親水公園 - 交通部觀光署 （页面存档备份，存于）